# O.C. (rappare)
Omar Credle, född 1973 i Brooklyn i New York, mer känd under artistnamnet O.C., är en amerikansk rappare och musiker inom alternativ hiphop. Han är mest känd för musikalbumen Word...Life och Jewelz.
Han var ursprungsmedlem i den kortlivade hiphopsupergruppen Crooklyn Dodgers och var ursprungsmedlem, och fortfarande medlem, i  Diggin' in the Crates Crew (D.I.T.C.).

## Diskografi

### Studioalbum
- 1994 – Word...Life
- 1997 – Jewelz
- 2001 – Bon Appetit
- 2005 – Starchild (endast släppt i Japan)
- 2005 – Smoke and Mirrors
- 2009 – Oasis (i samarbete med A.G.)
- 2012 – Trophies (i samarbete med Apollo Brown)